# Automeris ari
Automeris ari é uma espécie de mariposa do gênero Automeris, da família Saturniidae.
Sua ocorrência foi registrada no Peru, no departamento de Huancavelica a 2.880 m de altitude.